# Октябрьский (Добрянский район)
Октябрьский — посёлок в Добрянском районе Пермского края. Входит в состав Дивьинского сельского поселения.

## Географическое положение
Расположен на реке Сырой Вож, к северу от административного центра поселения, посёлка Дивья, и к юго-востоку от райцентра, города Добрянка. Примерно в 3 км к западу от посёлка проходит автомобильная дорога Пермь — Березники.

## Население
| 2010 |
| ---- |
| 25   |

## Улицы
- Ключевая ул.
- Лесная ул.
- Центральная ул

## Топографические карты
- Лист карты O-40-54 Вильва. Масштаб: 1 : 100 000. Издание 1977 г.